# تشوي جونغ-هان
تشوي جونغ-هان (هانغل: 최정한) هو لاعب كرة قدم كوري جنوبي في مركز الهجوم، ولد في 3 يونيو 1989 في إنتشون في كوريا الجنوبية. شارك مع منتخب كوريا الجنوبية تحت 20 سنة لكرة القدم ومنتخب كوريا الجنوبية تحت 23 سنة لكرة القدم. أما مع النوادي، فقد لعب مع أويتا ترينيتا ونادي سول.

## وصلات خارجية
- تشوي جونغ-هان على موقع رابطة كرة القدم اليابانية للمحترفين (اليابانية)
- تشوي جونغ-هان على موقع دوري كوريا الجنوبية (الإنجليزية)
- تشوي جونغ-هان على موقع قاعدة بيانات كرة القدم.إي يو (الإنجليزية)
- تشوي جونغ-هان على موقع Soccerway.com (الإنجليزية)
- تشوي جونغ-هان على موقع عالم كرة القدم.نت (الإنجليزية)